# Leslie Smith (sciatrice)
Leslie Lelete Smith (Rutland, 16 settembre 1958) è un'ex sciatrice alpina statunitense, vincitrice della Can-Am Cup nel 1975.

## Biografia
Sciatrice polivalente originaria di Killington, la Smith fece parte per cinque anni della nazionale statunitense; in Coppa del Mondo ottenne l'unico piazzamento di rilievo il 1º marzo 1975 a Garibaldi in slalom gigante (9ª) e in quella stessa stagione 1974-1975 in Can-Am Cup vinse sia la classifica generale, sia quella di slalom speciale. Ai XII Giochi olimpici invernali di Innsbruck 1976, sua unica presenza olimpica, si classificò 26ª nella discesa libera e 28ª nello slalom gigante; nella stagione 1980-1981 vinse la classifica di slalom gigante in Nor-Am Cup e  in seguito partecipò al circuito universitario nordamericano (NCAA). Non ottenne piazzamenti ai Campionati mondiali.

## Palmarès

### Coppa del Mondo
- Miglior piazzamento in classifica generale: 41ª nel 1975

### Coppa Europa
- 1 vittoria[1][2][3]

#### Coppa Europa - vittorie
| Stagione | Località                | Paese   | Specialità |
| -------- | ----------------------- | ------- | ---------- |
| 1975     | Saint-Gervais-les-Bains | Francia | GS         |

Legenda:

GS = slalom gigante

### Can-Am Cup/Nor-Am Cup
- Vincitrice della Can-Am Cup nel 1975[3]
- Vincitrice della classifica di slalom gigante nel 1981
- Vincitrice della classifica di slalom speciale nel 1975[senza fonte]